# Бріоні Пейдж
Бріоні Пейдж (англ. Bryony Page, нар. 10 грудня 1990) — британська батутистка, срібна призерка Олімпійських ігор 2016 року.

## Результати
| Рік              | Місце проведення           | Особисті         | Синхронні        | Команда          |                  |
| Олімпійські ігри | Олімпійські ігри           | Олімпійські ігри | Олімпійські ігри | Олімпійські ігри | Олімпійські ігри |
| ---------------- | -------------------------- | ---------------- | ---------------- | ---------------- | ---------------- |
| 2016             | Ріо-де-Жанейро, Бразилія   | 2                | Н/Д              | Н/Д              |                  |
| 2021             | Токіо, Японія              | 3                | Н/Д              | Н/Д              |                  |
| 2024             | Париж, Франція             | 1                | Н/Д              | Н/Д              |                  |
| Чемпіонат світу  |                            |                  |                  |                  |                  |
| 2010             | Мец, Франція               | 4                | 7                | Н/Д              |                  |
| 2011             | Бірмінгем, Велика Британія | 30               | 16               | 2                |                  |
| 2013             | Софія, Болгарія            | 12               | Н/Д              | 1                |                  |
| 2014             | Дейтона-Біч, США           | 14               | Н/Д              | Н/Д              |                  |
| 2015             | Оденсе, Данія              | 5                | Н/Д              | 5                |                  |
| 2018             | Санкт-Петербург, Росія     | 9                | Н/Д              | Н/Д              |                  |
| 2019             | Токіо, Японія              | 14               | Н/Д              | 2                |                  |
| 2021             | Баку, Азербайджан          | 1                | 18               | 10               |                  |

## Зовнішні посилання
- Бріоні Пейдж — олімпійська статистика на сайті Sports-Reference.com (англ.) (архівна версія)